# Ebershaldenfriedhof

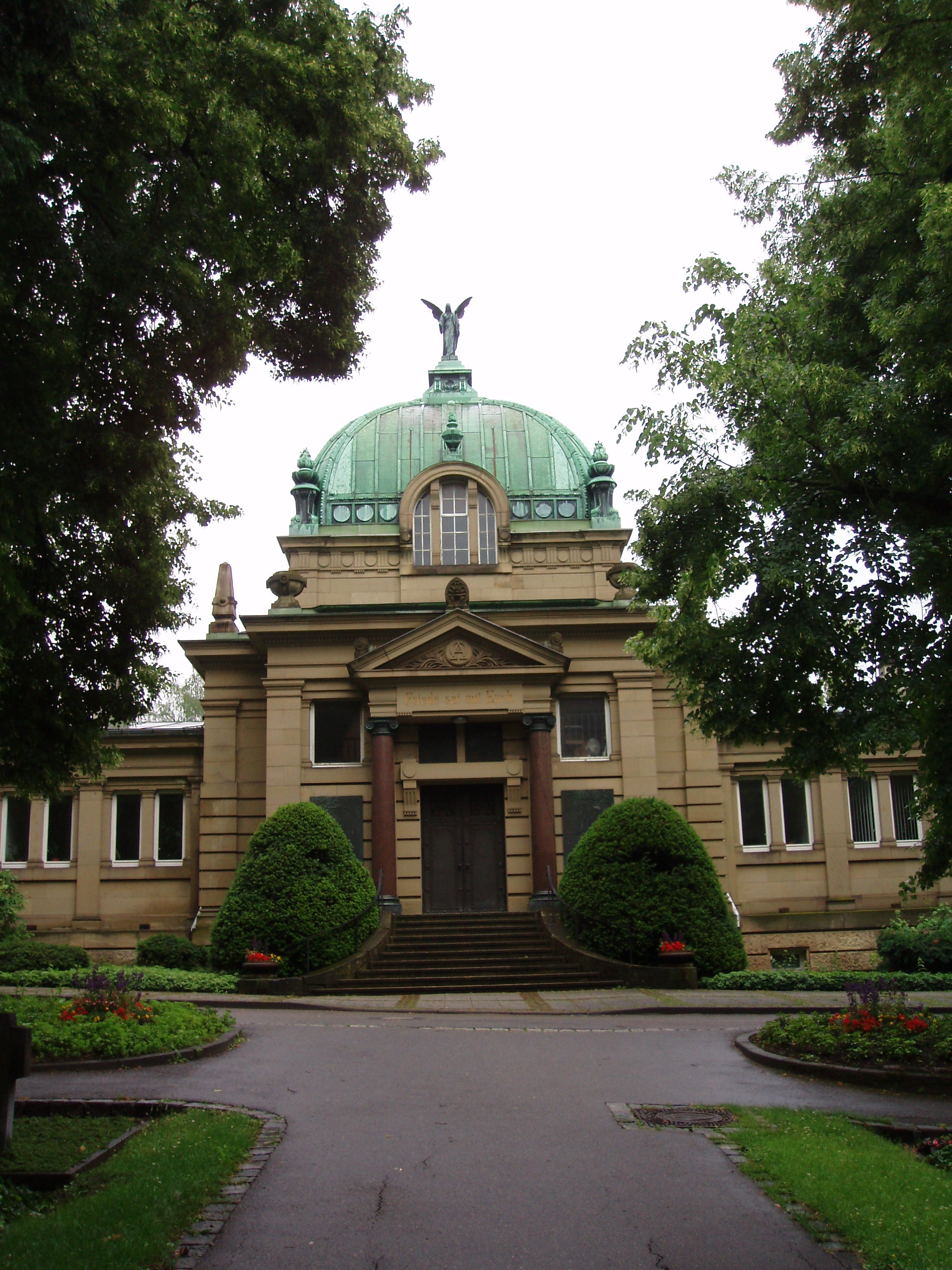
Die Aussegnungshalle

Der Ebershaldenfriedhof in Esslingen am Neckar, Stadtteil Oberesslingen, ist ein alter innerstädtischer Friedhof.

## Allgemeines
Der Friedhof wurde 1843 eröffnet, nachdem andere Begräbnisstätten in der Innenstadt aufgegeben worden waren. Er lag damals außerhalb der bewohnten Gebiete, wurde bewusst als Grünanlage angelegt und zeigt heute alte Baumbestände. Die erste Bestattung erfolgte 1844. Die 8,2 Hektar große Anlage enthält etwa 11.000 Gräber, darunter zahlreiche Familienbegräbnisstätten wohlhabender Industrieller wie etwa der Familien Dick, Boley, Kessler, Hengstenberg und Merkel. Der Ebershaldenfriedhof steht unter Denkmalschutz.
Er ist von einer niedrigen Mauer und einem gusseisernen Staketenzaun umgeben, den die Pforzheimer Firma Gebr. Benkiser lieferte. Der Haupteingang befindet sich auf der westlichen Schmalseite, die der Innenstadt zugewandt ist. Dort wurden die Familiengräber angelegt, während im Inneren des Friedhofs Einzelgräber zu finden waren.
Ein vom städtischen Baubeamten Seitz geplantes Grufthäuschen wurde nicht auf dem Ebershaldenfriedhof, sondern wahrscheinlich auf dem nicht erhaltenen Schelzkirchhof errichtet. Stattdessen erhielt der Ebershaldenfriedhof eine oktogonale hölzerne Kapelle, die 1847 fertiggestellt und von Oberbaurat Ludwig Friedrich von Gaab begutachtet wurde. Sie war zweigeschossig, vertäfelt und mit einer Oberlichtlaterne ausgestattet und existierte wohl bis in die 1890er Jahre. Wahrscheinlich wurde sie abgerissen, als die neue Bestattungshalle errichtet wurde. Die Kapelle befand sich am Kreuzungspunkt der vorderen vier von damals insgesamt acht Gräberfeldern. An ihrem einstigen Standort befindet sich seit 1921 das Denkmal für die Gefallenen des Ersten Weltkriegs. Es wurde von F. Fischle und M. Wolff entworfen und hat die Form eines Obelisken.

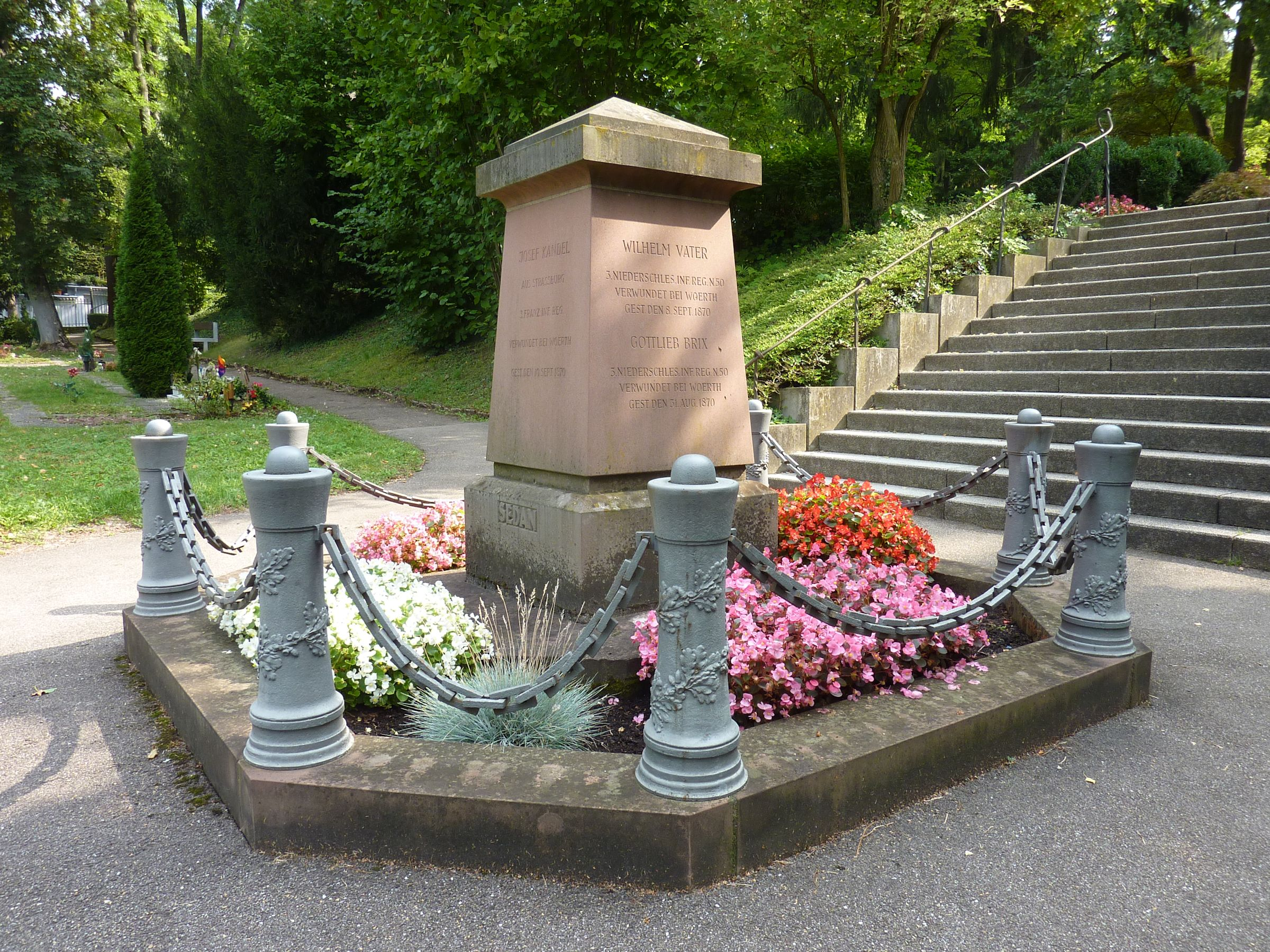
Denkmal für die Gefallenen des deutsch-französischen Krieges

Schon 1856 musste der Friedhof erweitert werden. Auf der östlichen Seite wurden drei schmale Terrassen an den bisherigen Friedhof angeschlossen. 1872 wurde ein Denkmal für die Gefallenen des Deutsch-Französischen Kriegs von 1870/1871 errichtet; eine Nachbildung dieses Monuments befindet sich heute auf der Mittelachse des langgestreckten Friedhofes unterhalb des Treppenaufgangs zur Bestattungshalle. Sie hat die Form eines stumpfen Obelisken.
Mit der Errichtung des Denkmals für die Gefallenen des Ersten Weltkriegs im Jahr 1921 ging eine erneute Erweiterung des Friedhofs nach Osten einher; außerdem wurde ein zentrales Rondell mit Gefallenengräbern angelegt. Anfang der 1930er Jahre war wiederum eine Erweiterung vorgesehen, die von Otto Valentien geplant worden war, aber damals nicht ausgeführt wurde. Stattdessen kam ab 1939 ein „Heldenfriedhof“ am Südostrand der Anlage, unweit des Krankenhauses, hinzu. Valentiens Pläne wurden erst ab 1947 in die Tat umgesetzt. Im selben Jahr wurde ein von Eugen Schwab entworfenes Mahnmal im jüdischen Teil des Friedhofs errichtet. 1969 fiel ein Teil der Grünanlage vor dem Eingangsbereich dem Bau von Parkplätzen zum Opfer.

## Jüdischer Friedhof

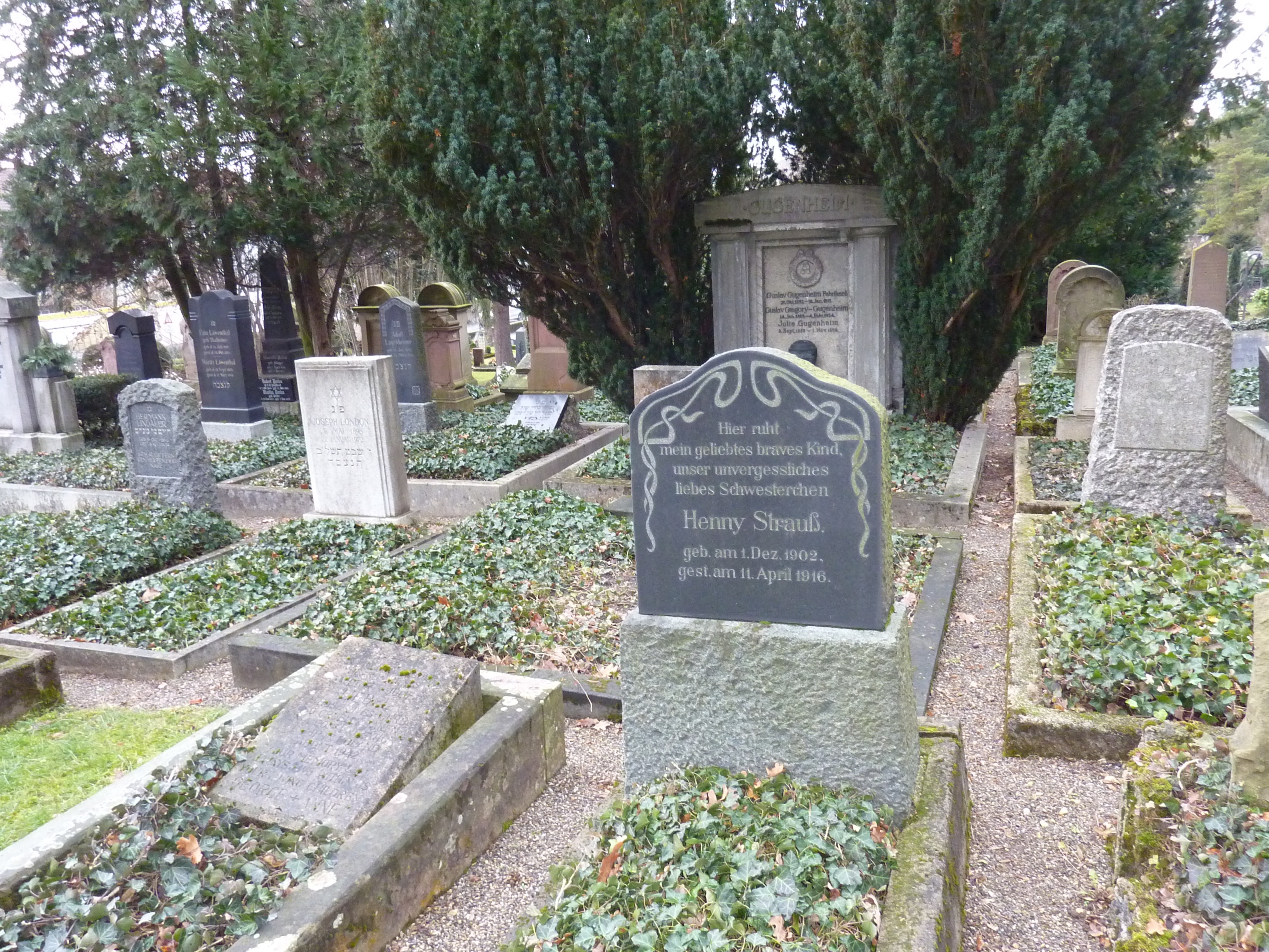
Israelitisches Gräberfeld

Ein Teil der Anlage ist jüdischen Mitbürgern vorbehalten. Dieser jüdische Friedhof innerhalb des sonst überwiegend mit Christen belegten Friedhofs wurde 1869 eingerichtet, nachdem der alte jüdische Friedhof in der Beutau nicht mehr weiter belegt werden konnte. Dieser wurde 1874 geschlossen; im selben Jahr wurde mit Mayer Levi der erste Tote auf dem israelitischen Gräberfeld des Ebershaldenfriedhofs bestattet. Die Grabstätten überstanden die Zeit des Nationalsozialismus. 1947 wurden die Toten des KZ Echterdingen hierher überführt; ein Gedenkstein erinnert an sie.

## Gebäude

### Aussegnungshalle
Die Aussegnungshalle aus dem Jahr 1902 ist im Stil der Neorenaissance gehalten. Schon Jahrzehnte vor ihrem Bau war über eine Aufbahrungsmöglichkeit direkt auf dem Friedhof verhandelt worden – das Grufthäuschen diente nämlich nur den Armen, während in den anderen Haushalten die Toten zu Hause aufgebahrt wurden. Unter dem Eindruck einer Choleraepidemie in Frankreich und weil die häusliche Aufbahrung mit zahlreichen Unzuträglichkeiten verbunden war, wurde auf den Bau eines Leichenhauses gedrängt. Gleichzeitig wurde eine erneute Erweiterung des Friedhofs diskutiert.

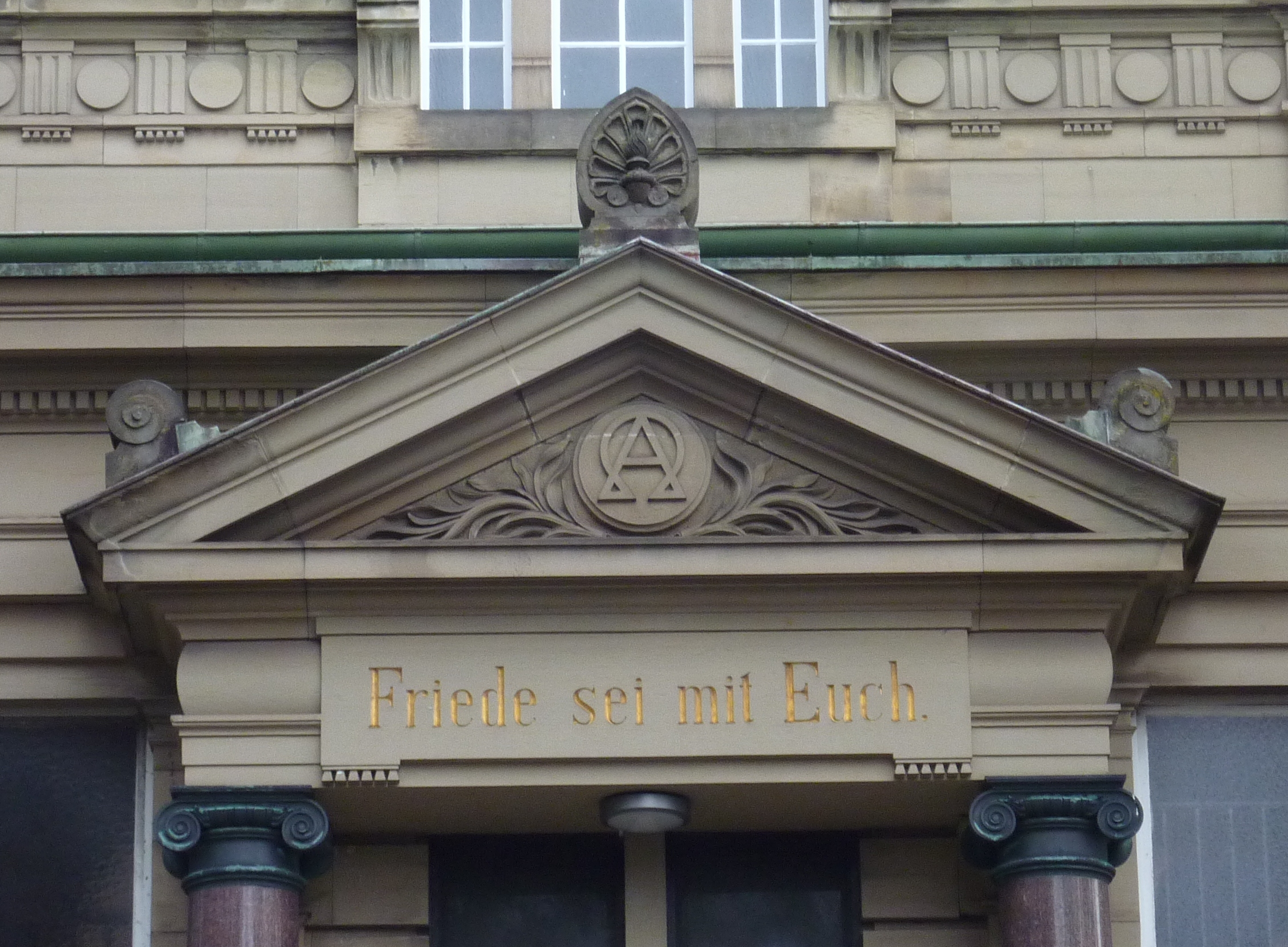
Giebelfeld

Stadtbaumeister Keppler entwarf, beeinflusst durch seine Eindrücke in Italien, einen monumentalen Kuppelbau, stieß damit aber bei seinen Mitbürgern nicht ausschließlich auf Zustimmung. Man befürchtete einen Stilbruch gegenüber den mittelalterlichen Sakralbauten der Altstadt. Hermann Falch legte einen Gegenentwurf im Stil der Neogotik vor. Schließlich musste der renommierte Stuttgarter Architekt Skjøld Neckelmann mit einem Gutachten schlichtend eingreifen. Er befürwortete die Ausführung des Kepplerschen Entwurfs, der 1899 genehmigt wurde. Zahlreiche betuchte Bürger spendeten für die angemessene Ausstattung des Bauwerks: Louise Stitz gab 5000 Mark, die Witwe M. Pflüger, geb. Marquard, stiftete die Eingangstüren. Die Bronzetafeln neben dem Eingang wurden von dem Verleger Bechtle und von Marie Kessler geb. Kienlin sowie Sophie Benzinger geb. Sick finanziert. Fabrikant Huttenlocher und Bäckermühlenbesitzer Brodbeck bezahlten die Engelsfigur, die die Kuppel schmückt. Die Jugendstilfenster, die Theodor Lauxmann entworfen hatte, wurden von zehn Glasermeistern gratis hergestellt. Einem anonymen Spender verdankte das Bauwerk seine Orgel.
Die Innenarchitektur des Gebäudes wurde von Paul Schmohl und Georg Stähelin entworfen. Die Türen, die Relieftafeln und die Engelsfigur wurden von Theodor Bausch geschaffen. Auf den Türblättern sind Mohnblumen als Ornamente zu sehen; die Tafel rechts vom Eingang ist ein alter Mann zu sehen, der dem Tod entgegenblickt, während links eine Mutter mit Kind zu sehen ist. Unter diesen Bildwerken sind die Verse „Über allen Wipfeln ist Ruh“ und „O lieb, solang du lieben kannst“ zu lesen. Die Leichenzellen erhielten Jugendstilfenster; eines davon zeigte eine antike arkadische Landschaft mit Tempel, das andere ein antikes Feuergefäß. Auch die zentrale Kapelle wurde mit Jugendstilfenstern ausgestattet; die drei rundbogigen Fenster in der Apsis zeigen drei junge Frauen als Personifikationen von Glaube, Liebe und Hoffnung. Die Kapelle war außerdem recht aufwändig mit Stuck etc. geschmückt.
Im Giebelfeld über dem Eingang des symmetrisch gestalteten Gebäudes steht „Friede sei mit Euch“. Vertikale Elemente wie Obelisken, Kandelaber und Urnen befinden sich an den Eckpunkten des Baus, in dessen Seitenflügeln Leichenzellen und die Wohnung des Friedhofswärters untergebracht waren.

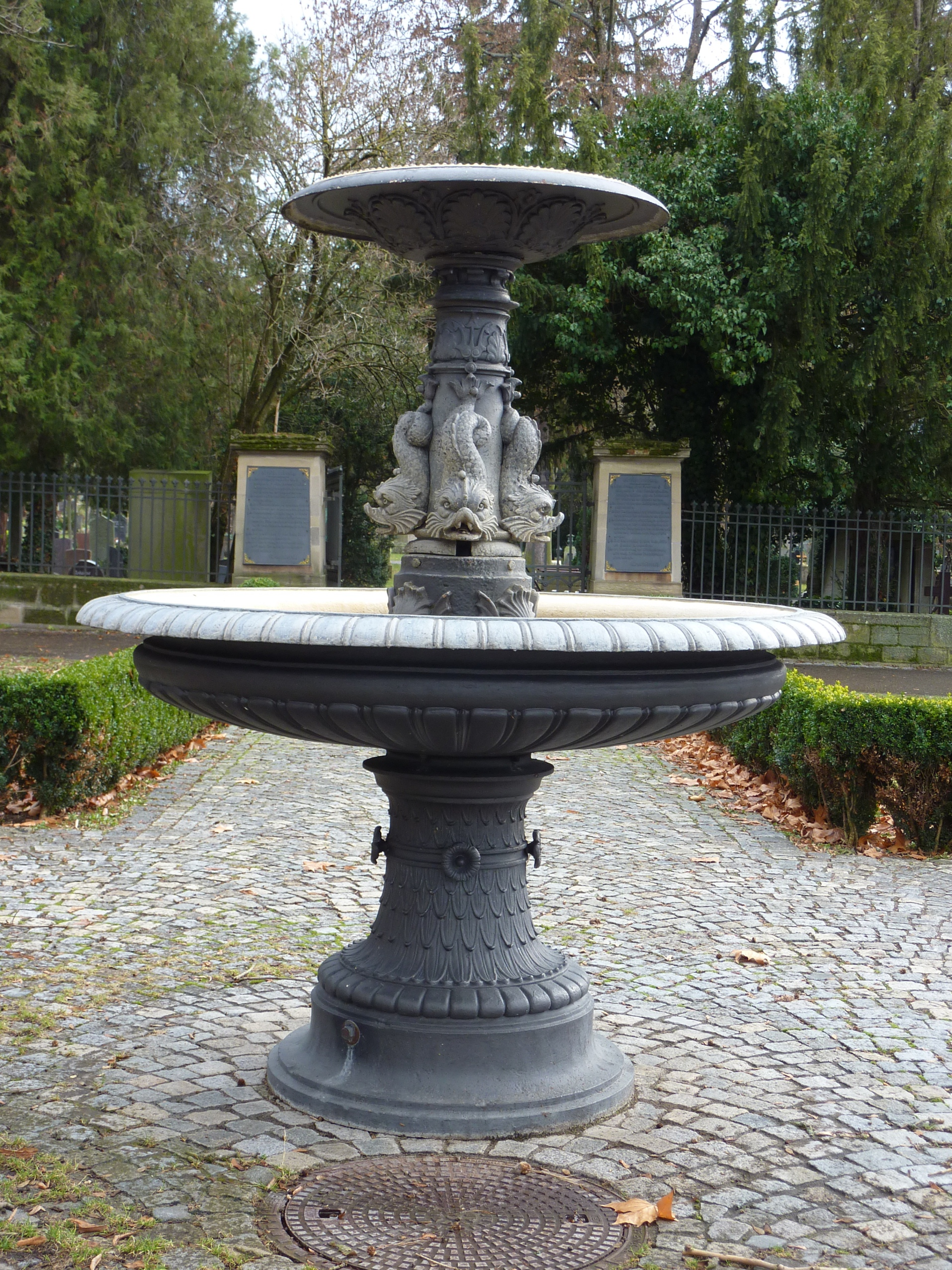
Der eiserne Fischbrunnen vor dem Friedhofseingang

Am 9. September 1902 konnte der Bau eingeweiht werden. Gleichzeitig wurde eine kleine Park- und Brunnenanlage vor dem westlichen Haupteingang des Friedhofs seiner Bestimmung übergeben. 1937/1938 wurde an den Südflügel der Bestattungshalle ein Flachdachbau, in dem der Friedhofaufseher nun wohnen sollte, angeschlossen. 1961 erhielt das Krematorium Flügelbauten, in denen z. B. weitere Aufbahrungsräume untergebracht wurden.
Im Jahr 1982 wurde die Eintragung der Bestattungshalle als Kulturdenkmal von besonderer Bedeutung ins Denkmalbuch vorgeschlagen. Dies wurde 1986 in die Tat umgesetzt; wenig später erfolgten die ersten denkmalpflegerischen Maßnahmen.

### Krematorium
Nachdem der Vorkämpfer der Feuerbestattung, Karl Weigt aus Hannover, in Esslingen über dieses Thema einen Vortrag gehalten hatte, wurde 1903 ein Feuerbestattungsverein gegründet, der bald mehrere hundert Mitglieder hatte. Diese drängten auf die Errichtung eines Krematoriums. Den ersten Entwurf für einen solchen Bau lieferte der Architekt Albert Benz, der auch Vorsitzender des Vereins war. Nachdem Benz jedoch 1909 nach China übergesiedelt und aus dem Feuerbestattungsverein ausgetreten war, wurden seine Pläne verworfen. Im selben Jahr stiftete Frau Dr. Salzmann 1000 Mark für die Einrichtung des Krematoriums. Nachdem Überlegungen, diese Einrichtung im Keller der Bestattungshalle unterzubringen, wegen statischer Probleme aufgegeben worden waren, kam schließlich ein Entwurf des Architekten Hermann Klotz zur Ausführung: Die Apsis der Bestattungshalle erhielt eine Versenkvorrichtung, durch einen unterirdischen Gang gelangten die Särge in die Verbrennungsöfen hinter der Halle. Der Kamin erhielt die Form eines Obelisken und war ursprünglich von balustradengeschmückten Terrassen umgeben. Die Anlage galt in ihren ersten Jahren als mustergültig. 1974 wurde ein neuer Verbrennungsofen eingebaut.

## Grabdenkmäler
Im Eingangsbereich befinden sich die auf 24 Grabfelder verteilten Familiengräber, für die man 1845 200 Gulden bezahlen musste. Zu den ältesten Grabstätten zählen die des offenbar von einem anderen Friedhof her umgebetteten, schon 1835 verstorbenen Heinrich August Georgii und die des Grafen Ludwig Wilhelm von Grävenitz und von Rudolf von Neubronner, die nach klassizistischen bzw. mittelalterlichen Vorbildern gestaltet sind. Auch in den 1860er und 1870er Jahren waren neogotische Formen beliebt. Diese wurden später durch Werke der Neorenaissance abgelöst. Beispiele dafür auf dem Ebershaldenfriedhof sind die Gräber der Freiherren von Cottendorf, des Arztes Valentin Salzmann und des Fabrikanten Gustav Boley. Diese Gräber sind von Ketten zwischen Balustern eingefriedet und haben an der Rückseite eine Stele, die zwischen Inschriftentafeln oder Sockeln mit Statuen steht. Boleys Grabmal trägt darüber hinaus ein vom Bildhauer Wilhelm Rösch geschaffenes Porträt des Verstorbenen; solche Darstellungen wurden im letzten Viertel des 19. Jahrhunderts modern. Im Stil der Jahrhundertwende ist das Gemeinschaftsgrab der Familien Kessler und Kienlin gestaltet. 1896 von Ludwig Eisenlohr und Carl Weigle im „griechischen Stil“ errichtet, ist es das größte erhaltene Grabmonument auf dem Friedhof. Auch am 1901 von Ad. Schenk geschaffenen Grabmal der Familie Scheerer sind die Ideale dieser Zeit abzulesen: Eine Frauenfigur scheint der Toten liebevoll zu gedenken. Ähnlich ausgestattet sind auch das Grabmal des Direktors Theodor Krauss, das 1912 von Emil Kiemlen gestaltet wurde, und das Merkelsche Grabmal, das 1913/1914 vom Architekten Albert Eitel und vom Bildhauer Ulfert Janssen geplant und 1919 fertiggestellt wurde. Eine Abkehr vom symmetrischen Aufbau und ein Hervorheben der Stimmungswerte durch figuralen Schmuck, nun auch in Gestalt junger Männer, zeigen etwa die Gräber der Fabrikanten Fritz Müller (1914) und Otto Bayer (1931), die von Kiemlen ausgestattet wurden. Auf figurales Beiwerk verzichten, unter Rückbesinnung auf den Klassizismus, die Gräber der Familien Deffner und Eisele. Spätere Grabdenkmäler weisen auf dem Ebershaldenfriedhof meist nicht die künstlerische Qualität dieser Werke auf; Ausnahmen bilden etwa die Figur am Grab von Amalie Kreuzer, die Heinrich Waderé in den 1950er Jahren schuf, und der lyraförmige Grabstein von Wilhelm Nagel, der von Heinrich Körner stammt.

## Bekannte Gräber
- Gustav Boley
- Ernst Camerer
- Carl Deffner
- Friedrich Dick
- Adolf Fleischmann
- Richard Alfried Hengstenberg
- Otto Keinath
- Mayer Levi
- Oskar Merkel
- Karl Pfaff
- Valentin Salzmann
- Hermann Weiss

| - Kriegerdenkmal - Carl Deffner - Friedrich Dick |

| - Gustav Boley | - Richard Alfried Hengstenberg - Oskar Merkel |

| - Otto Bayer (1848–1917), Feld 19 - Fritz Müller (1836–1914), Feld 24 | - J. Gottfried Scheerer (1807–1885), Bäckermeister - Rosemarie Pühmeyer (1915–2004) |